# Asilus annulatus
Asilus annulatus är en tvåvingeart som beskrevs av Fabricius 1775. Asilus annulatus ingår i släktet Asilus och familjen rovflugor. Inga underarter finns listade i Catalogue of Life.